# Дюрренхорн
Дюрренхорн, или Диррюхорн (нем. Dürrenhorn, также Dirruhorn) — вершина высотой 4035 метров над уровнем моря в Пеннинских Альпах в кантоне Вале в Швейцарии. Первое восхождение на вершину совершили альпинисты Альберт Маммери и Уильям Пенхолл в сопровождении гидов Александра Бургенера и Фердинанда Имсенга 7 сентября 1879 года.

## Физико-географическая характеристика
Дюрренхорн расположен на юго-западе Швейцарии в кантоне Вале на северной оконечности гребня горного массива Надельграт. Гребень соединяет вершины Леншпитце, Надельхорн, Штеккнадельхорн, Хёбергхорн и Дюрренхорн (все вершины входят в основной список вершин-четырёхтысячников Альп, составленный UIAA). На юге Надельграт соединяется с массивом Мишабель, на западе массив примыкает к долине Маттерталь.

## Происхождение названия
В валлисском диалекте, dir (нем. dürr) означает «сухой». У подножия гребня Диррюграт (Dirrugrat) расположен луг, называемый Диррюфад (Dirrufad, или dry path; сухой путь), который, вероятно, также дал название леднику, гребню и вершине.

## История восхождений
Первое восхождение на вершину совершили альпинисты Альберт Маммери и Уильям Пенхолл в сопровождении гидов Александера Бургенера и Фердинанда Имсенга 7 сентября 1879 года.

## Маршруты восхождений
Классический маршрут восхождения на Дюрренхорн начинается из приюта Бордье у подножия северной стены вершины на высоте 2886 метров, и идёт через ледник Рид. Спуск происходит по тому же пути. Маршрут имеет категорию III по классификации UIAA (PD+ по классификации IFAF). Вершина также проходится в рамках траверса массива Надельграт.